# Knox-Shaw (Mondkrater)
Knox-Shaw ist ein relativ kleiner, schüsselförmiger Einschlagkrater am äußersten östlichen Rand der Mondvorderseite in der Wallebene des Kraters Banachiewicz.
Der Krater wurde 1973 von der IAU nach dem britischen Astronomen Harold Knox-Shaw offiziell benannt. Zuvor war dieser Krater als Nebenkrater F von Banachiewicz geführt.